# Délégué départemental de l'Éducation nationale
 (mars 2025).
Si vous disposez d'ouvrages ou d'articles de référence ou si vous connaissez des sites web de qualité traitant du thème abordé ici, merci de compléter l'article en donnant les références utiles à sa vérifiabilité et en les liant à la section « Notes et références ».
 (mars 2025).
La mise en forme du texte ne suit pas les recommandations de Wikipédia : il faut le « wikifier ».
Les points d'amélioration suivants sont les cas les plus fréquents. Le détail des points à revoir est peut-être précisé sur la page de discussion.
- Les titres sont pré-formatés par le logiciel. Ils ne sont ni en capitales, ni en gras.
- Le texte ne doit pas être écrit en capitales (les noms de famille non plus), ni en gras, ni en italique, ni en « petit »…
- Le gras n'est utilisé que pour surligner le titre de l'article dans l'introduction, une seule fois.
- L'italique est rarement utilisé : mots en langue étrangère, titres d'œuvres, noms de bateaux, etc.
- Les citations ne sont pas en italique mais en corps de texte normal. Elles sont entourées par des guillemets français : « et ».
- Les listes à puces sont à éviter, des paragraphes rédigés étant largement préférés. Les tableaux sont à réserver à la présentation de données structurées (résultats, etc.).
- Les appels de note de bas de page (petits chiffres en exposant, introduits par l'outil «  Source ») sont à placer entre la fin de phrase et le point final[comme ça].
- Les liens internes (vers d'autres articles de Wikipédia) sont à choisir avec parcimonie. Créez des liens vers des articles approfondissant le sujet. Les termes génériques sans rapport avec le sujet sont à éviter, ainsi que les répétitions de liens vers un même terme.
- Les liens externes sont à placer uniquement dans une section « Liens externes », à la fin de l'article. Ces liens sont à choisir avec parcimonie suivant les règles définies. Si un lien sert de source à l'article, son insertion dans le texte est à faire par les notes de bas de page.
- La présentation des références doit suivre les conventions bibliographiques. Il est recommandé d'utiliser les modèles {{Ouvrage}}, {{Chapitre}}, {{Article}}, {{Lien web}} et/ou {{Bibliographie}}. Le mode d'édition visuel peut mettre en forme automatiquement les références.
- Insérer une infobox (cadre d'informations à droite) n'est pas obligatoire pour parachever la mise en page.

Pour une aide détaillée, merci de consulter Aide:Wikification.
Si vous pensez que ces points ont été résolus, vous pouvez retirer ce bandeau et améliorer la mise en forme d'un autre article.
Le Délégué Départemental de l'Éducation Nationale (DDEN) est nommé officiellement pour veiller aux bonnes conditions de vie des enfants, à l’école et autour de l'école.

## Fonctions
Les fonctions des DDEN sont fixées le Code de l'éducation (art. L241-4 pour la partie législative; art. D241-24 à D-241-35 pour la partie règlementaire). Les dispositions fondamentales sont celles de l'ancien décret 86-42 du 10/01/1986 (abrogé au 17 juillet 2004 à la suite de la codification). Bénévoles, les délégués départementaux de l'Éducation nationale sont désignés pour quatre ans par l'inspecteur d'académie, par circonscription d'inspection départementale pour visiter les écoles publiques et privées qui y sont installées.
Dans les écoles publiques, la visite des délégués départementaux de l'Éducation nationale porte notamment sur l'état des locaux, la sécurité, le chauffage et l'éclairage, le mobilier scolaire et le matériel d'enseignement, sur l'hygiène, la fréquentation scolaire.
La fonction des délégués s'étend également à tout ce qui touche à la vie scolaire, notamment au respect de la laïcité, aux centres de loisirs, aux transports, aux restaurants, aux bibliothèques et aux caisses des écoles.
Le délégué exerce une mission d'incitation et de coordination. Il veille à faciliter les relations entre l'école et la municipalité.
Le délégué départemental de l'Éducation nationale ne formule pas d'appréciation sur les méthodes ni sur l'organisation pédagogique de l'école. Les exercices de la classe peuvent continuer en sa présence. Les travaux des élèves peuvent lui être présentés.
Dans les écoles privées, la visite du délégué départemental de l'Éducation nationale porte sur les conditions de sécurité, d'hygiène et de salubrité de l'établissement. Il s'informe de la fréquentation scolaire.
Plus d'informations : consultez le site internet de la fédération des DDEN, lien ci-dessous

## Histoire du mouvement
La création d’une fonction assimilable aux actuels DDEN remonte à la décision de la Convention en 1793 qui instaure des « magistrats aux mœurs » auprès des écoles.
La « loi Falloux » du 15 mars 1850 crée des « délégations cantonales » chargées de « surveiller » les écoles et les sentiments politiques et religieux des enseignants.
La « loi Goblet » du 30 octobre 1886 fait du délégué cantonal une sorte de représentant indépendant de la laïcité et de la République auprès de l’école. Il joue un grand rôle dans l’enracinement de la République et de l’école laïque dans la société française en veillant aux bonnes conditions de vie et de travail des écoliers.
Le régime de Vichy supprime les délégués cantonaux qui sont rétablis à la Libération.
En 1969, les délégués cantonaux deviennent délégués départementaux de l’Éducation nationale (DDEN).